# Куп Републике Српске у фудбалу 2014/15.
Куп Републике Српске у фудбалу у сезони 2014/15. је двадесет и друга сезона овог такмичења које се одржава на територији Републике Српске у организацији Фудбалског савеза Републике Српске.
У Купу Републике Српске учествују фудбалски клубови са подручја Републике Српске. Клубови нижег нивоа такмичења морају у оквиру подручних савеза изборити учешће у Купу. Такмичењу се од шеснаестине финала прикључују и клубови из Прве лиге Републике Српске и клубови Републике Српске који се такмиче у Премијер лиге Босне и Херцеговине.
Парови се извлаче жријебом. До полуфинала се игра по једна утакмица, у полуфуналу двије а финална утакмица се игра на стадиону одређеном накнадно или се играју двије утакмице.

## Парови и резултати

### Шеснестина финала
| Утак. | Клуб, Место             | Резултат           | Клуб, Место                            |
| ----- | ----------------------- | ------------------ | -------------------------------------- |
| 1     | Слога, Добој            | 2:0                | Модрича Максима, Модрича               |
| 2.    | Слога, Трн              | 1:1 3 : 4 пенали   | Рудар, Приједор                        |
| 3.    | Прогрес, Кнежево        | 0:3                | Младост, Доња Слатина                  |
| 4.    | Пролетер, Теслић        | 4:4 11 : 12 пенали | Слобода, Нови Град                     |
| 5.    | Крупа, Крупа на Врбасу  | 2:1                | Козара, Градишка                       |
| 6.    | Брдо, Хамбарине         | 1:3                | Борац Бања Лука                        |
| 7.    | Врањак, Врањак          | 1:1 2 : 4 пенали   | Јединство Жеравица                     |
| 8.    | Славен, Добрљин         | 1:0                | Слобода, Мркоњић Град                  |
| 9.    | Рудар, Угљевик          | 2:0                | Подриње, Јања                          |
| 10.   | Сутјеска, Фоча          | 1:1 5 : 3 пенали   | Леотар, Требиње                        |
| 11.   | Милићи, Милићи          | 1:3                | Дрина, Зворник                         |
| 12.   | Борац, Шамац            | 4:3                | Звијезда Бргуле, Станишићи (етно-село) |
| 13.   | Вележ, Невесиње         | 1:0                | Напредак, Доњи Шепак                   |
| 14.   | Дрина ХЕ, Вишегад       | 1:2                | Радник, Бијељина                       |
| 15.   | Младост, Велика Обарска | 1:1 6 : 4 пенали   | Славија, Источно Сарајево              |
| 16.   | Гласинац 2011, Соколац  | 2:2 2 : 5 пенали   | Младост, Гацко                         |

### Осмина финала
Утакмице су игране 7, 8. и 16. октобра 2014.
| Утак. | Клуб, Место           | Резултат         | Клуб, Место              |
| ----- | --------------------- | ---------------- | ------------------------ |
| 1.    | Рудар, Приједор       | 1:0              | Борац, Бања Лука         |
| 2.    | Младост, Доња Слатина | 0:5              | Младост, Велика Обарска  |
| 3.    | Слобода, Нови Град    | 1:1 4 : 6 пенали | Радник, Бијељина         |
| 4.    | Сутјеска, Фоча        | 1:1 3 : 5 пенали | Дрина, Зворник           |
| 5.    | Вележ, Невесиње       | 0:4              | Крупа, Крупа на Врбасу   |
| 6.    | Рудар, Угљевик        | 2:1              | Борац, Шамац             |
| 7.    | Јединство, Жеравица   | 0:0 2 : 4 пенали | Младост, Гацко           |
| 8.    | Славен, Добрљин       | 2:3              | Модрича Максима, Модрича |

### Четвртфинале
Утакмице су игране 15. новембра 2014.
| Утак. | Клуб, Место              | Резултат        | Клуб, Место             |
| ----- | ------------------------ | --------------- | ----------------------- |
| 1     | Младост, Гацко           | 0:0 3 : 4пенали | Радник, Бијељина        |
| 2.    | Модрича Максима, Модрича | 0:2             | Рудар, Приједор         |
| 3.    | Крупа, Крупа на Врбасу   | 2:1             | Младост, Велика Обарска |
| 4.    | Рудар, Угљевик           | 1:1 6 : 7пенали | Дрина, Зворник          |

### Полуфинале
| Утак. | Клуб, Мјесто     | Укупан резултат | Клуб, Мјесто           | 1. утак. 1. април 2015. | 2. утак. 29. април 2015. |
| ----- | ---------------- | --------------- | ---------------------- | ----------------------- | ------------------------ |
| 1.    | Дрина, Зворник   | 2:3             | Крупа, Крупа на Врбасу | 1:2                     | 1:1                      |
| 2.    | Радник, Бијељина | 1:2             | Рудар, Приједор        | 0:0                     | 1:2                      |

## Финале
| Клуб              | Укупан резултат | Клуб     | 1. утак. 19. август 2015. | 2. утак. 26. август 2015. |
| ----------------- | --------------- | -------- | ------------------------- | ------------------------- |
| ФК Рудар Приједор | 4:1             | ФК Крупа | 2:1                       | 2:0                       |

Прва утакмица финала Купа играна је у Приједору а славили су домаћи играчи са 2:1. Рудар је био бољи и у реваншу побједивши на стадиону у Крупи на Врбасу екипу Крупе са 2:0 и тако тек у четвртом наступу у финалу овог такмичења успио се окитити титулом побједника.
| Победник Купа Републике Српске у фудбалу 2014/15. |
| ------------------------------------------------- |
| ФК Рудар Приједор 1. титула                       |